# Коллегия выборщиков США

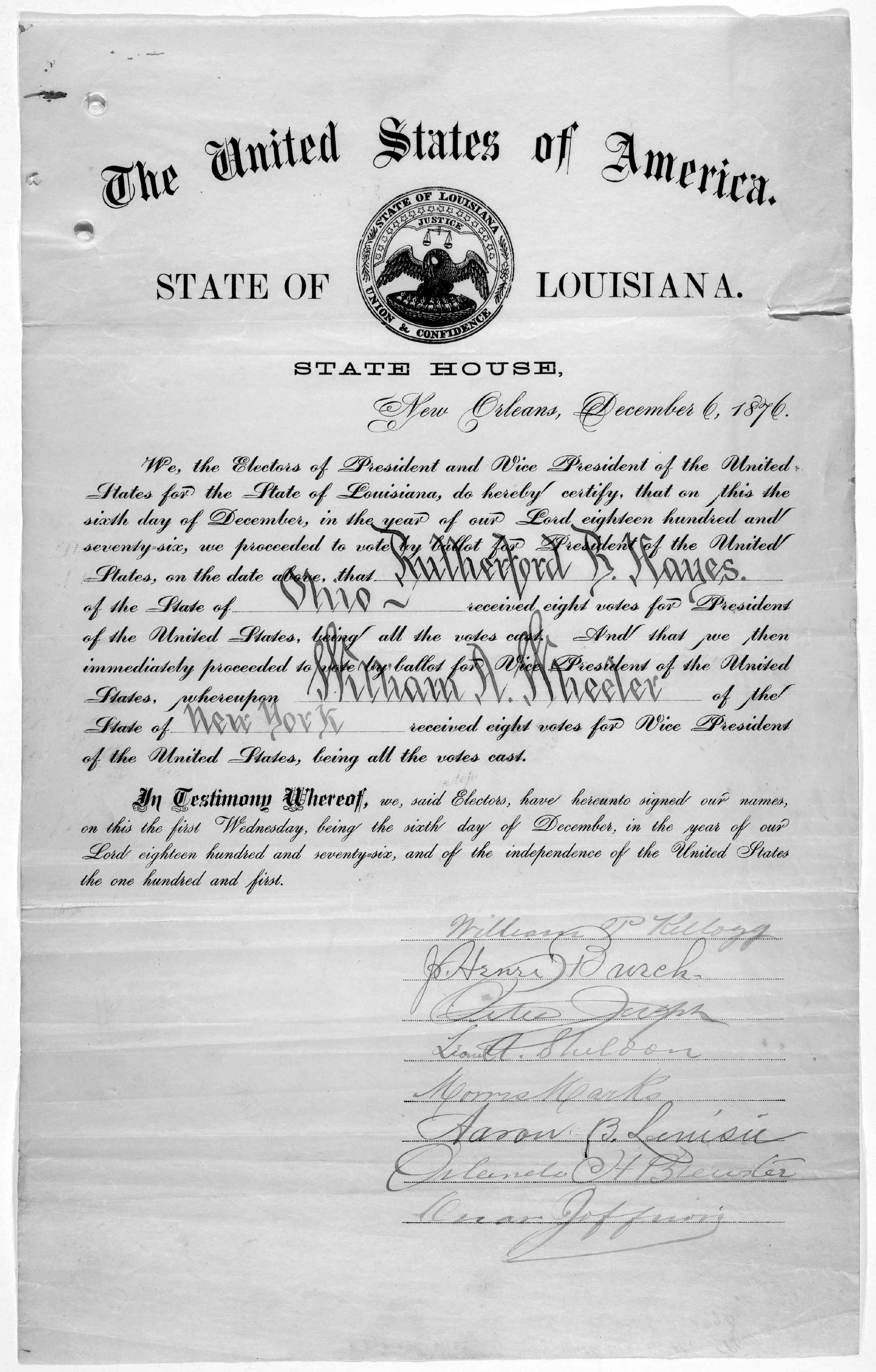
Повторное свидетельство о единогласном голосовании 8 выборщиков штата Луизиана после пересчёта голосов за Ратерфорда Хейса на выборах 1876 года (результат этих выборов носил особо спорный характер)

Коллегия выборщиков в США (англ. Electoral College) избирает президента и вице-президента США — единственных двух должностных лиц Соединённых Штатов, избираемых на федеральных (охватывающих всю территорию страны) выборах. В настоящее время количество выборщиков составляет 538.

## История
В период становления государственности США в разных штатах имелось разное представление об избирательных правах граждан: в первую очередь эти различия касались прав чернокожего населения, а также имущественного, образовательного и ценза оседлости.
Принципиальное значение имела независимость штатов: малые штаты опасались того, что их мнение на фоне волеизъявления крупных штатов не будет играть никакой роли.
К 1787 году в США не существовало сильных политических партий, национальных СМИ и вообще системы быстрой коммуникации. В таких условиях даже информация о смерти кандидата не могла быть оперативно донесена до избирателей.
Отцы-основатели США предполагали, что в силу малограмотности населения страны симпатии избирателей могут приобрести популисты и экстремисты различного рода.
Одной из предложенных была система избрания президента членами Конгресса, однако существовали опасения, что президент, избираемый небольшой собирающейся регулярно группой людей, может оказаться чрезмерно зависим от этой группы. Косвенные выборы президента и сената были введены, так как многие отцы-основатели считали, что при прямых выборах, когда органы управления будут избираться непосредственно народом, большинство голосов будет принадлежать не просвещённому населению, а массам, что в конце концов повредит демократии. Косвенные выборы сената были упразднены в 1912 году (Семнадцатая поправка к Конституции США), но президент по-прежнему избирается коллегией выборщиков. На Конституционном Конвенте порядок избрания президента стал предметом бурных дебатов: было выдвинуто не менее семи различных предложений, и процедура избрания президента выборщиками стала компромиссом между сторонниками прямых выборов и сторонниками выборов палатой представителей.
6 сентября 1787 года Конвент утвердил коллегию выборщиков как способ избрания президента США, при котором выборщики от каждого штата будут голосовать единым блоком, а не распределять свои голоса пропорционально воле избирателей:136.
В ходе первых президентских избирательных кампаний только в четырёх штатах выборщики избирались всенародно, а во всех прочих штатах выборщиков избирали законодательные собрания штатов. Лишь через несколько десятилетий во всех штатах выборщиков стали избирать всенародно.

## Состав коллегии

Количество выборщиков по штатам на выборах 2024 года

Отбор выборщиков происходит на партийных съездах в каждом штате или их выбирает партийное руководство штатного уровня. Обычно в роли выборщиков выступают сенаторы и конгрессмены, популярные политики или люди, лично близкие к соответствующему кандидату в президенты. Таким образом, ко дню выборов в каждом штате существуют два списка выборщиков, представленных Демократической и Республиканской партиями. В некоторых штатах имена выборщиков заносятся в избирательные бюллетени, в других — нет. После подведения итогов голосования губернатор утверждает список выборщиков, представленный партией, чей кандидат победил на выборах в этом штате. В том случае, если большинство голосов в штате получил независимый кандидат, то процедура назначения выборщиков проходит по законодательству штата. Выборщики избирают президента. Формально они должны голосовать в соответствии с волей избирателей, но федерального закона с таким требованием нет, есть лишь штраф за голосование не в соответствии с волей большинства; максимальный штраф по законодательству штата — 1 тыс. долларов. Кроме того, практически во всех штатах выборщики несут ответственность перед назначившей их партией. Пока ещё никого из выборщиков не привлекали к суду за то, что они голосовали за другого кандидата.
Число выборщиков от каждого штата равно числу его представителей в Конгрессе (два сенатора и члены палаты представителей, количество которых равно количеству избирательных округов на территории штата). Федеральный округ Колумбия, то есть столица страны — Вашингтон, в Конгрессе не представлен, но на президентских выборах имеет столько выборщиков, сколько бы он имел, если бы был штатом, но не более, чем наименее населённый штат (Двадцать третья поправка к Конституции США). Наименее населённый штат Вайоминг представлен тремя выборщиками, столько же имеет и округ Колумбия.
Наибольшее количество выборщиков (54 человека) приходится на наиболее населённый штат — Калифорнию (представленную в Конгрессе 52 членами Палаты представителей и 2 сенаторами), а наименьшее — Аляска, Вермонт, Делавэр, Вайоминг, Южная Дакота и Северная Дакота (по три). Штат Техас представляют 40 выборщиков, Флориду — 30,  Нью-Йорк  — 28.
Каждый штат сам решает, как распределить отведённые ему голоса. В большинстве штатов голоса всех выборщиков автоматически получает тот кандидат, который набирает простое большинство голосов избирателей штата. Исключение составляют штаты Мэн (4 выборщика) и Небраска (5), законы которых предусматривают иной порядок. В каждом из избирательных округов этих штатов избирается по одному выборщику, а оставшиеся два места определяются в соответствии с голосованием в штате в целом. Впервые такое разделение голосов реально имело место на выборах 2008 в Небраске, где 4 голоса выборщиков (2 по двум избирательным округам и 2 по штату в целом) достались Джону Маккейну, а 1 голос выборщика от 1 избирательного округа Небраски — Бараку Обаме. Разделение голосов в штате Мэн впервые имело место на выборах 2016 года, когда 3 голоса выборщиков достались Хиллари Клинтон, а 1 голос — Дональду Трампу.
Существует План Амара (англ. Amar Plan), в соответствии с которым штаты, присоединившиеся к соглашению, будут обязывать своих выборщиков отдавать голоса кандидату, который получит большинство голосов избирателей не в своем штате, а в масштабе всей страны. Как только суммарное количество выборщиков таких штатов превысит необходимый для победы минимум (270 голосов), теоретическая возможность победы кандидата, набравшего меньшее число голосов, будет исключена. Это должно привести к введению на практике всенародных прямых выборов при условии соблюдения выборщиками своего соглашения. Первыми к соглашению присоединились штаты Мэриленд (2007), Нью-Джерси (2008), Иллинойс (2008), Гавайи (2008), Вашингтон (2009), Массачусетс (2010), округ Колумбия (2010), Вермонт (2011), Калифорния (2011), Род-Айленд (2013) и Нью-Йорк (2014), имевшие к 2014 году в сумме 165 голосов из 270 необходимых. К концу 2019 года присоединились штаты Коннектикут (2018), Колорадо (2019), Делавэр (2019), Нью-Мексико (2019) и Орегон (2019), в результате чего в NPVIC (National Popular Vote Interstate Compact — Штаты, принявшие закон о присоединении к национальному всенародному голосованию) состоят штаты со 196 выборщиками из 270 необходимых.
| No.   | Штат           | Количество выборщиков          | Дата принятия                  |
| ----- | -------------- | ------------------------------ | ------------------------------ |
| 1     | Мэриленд       | 10                             | 10 апреля 2007                 |
| 2     | Нью-Джерси     | 14                             | 13 января 2008                 |
| 3     | Иллинойс       | 19                             | 7 апреля 2008                  |
| 4     | Гавайи         | 4                              | 1 мая 2008                     |
| 5     | Вашингтон      | 12                             | 28 апреля 2009                 |
| 6     | Массачусетс    | 11                             | 4 августа 2010                 |
| 7     | Округ Колумбия | 3                              | 7 декабря 2010                 |
| 8     | Вермонт        | 3                              | 22 апреля 2011                 |
| 9     | Калифорния     | 54                             | 8 августа 2011                 |
| 10    | Род-Айленд     | 4                              | 12 июля 2013                   |
| 11    | Нью-Йорк       | 28                             | 15 апреля 2014                 |
| 12    | Коннектикут    | 7                              | 24 мая 2018                    |
| 13    | Колорадо       | 10                             | 15 марта 2019                  |
| 14    | Делавэр        | 3                              | 28 марта 2019                  |
| 15    | Нью-Мексико    | 5                              | 3 апреля 2019                  |
| 16    | Орегон         | 8                              | 12 июня 2019                   |
| 17    | Миннесота      | 10                             | 24 мая 2023                    |
| 18    | Мэн            | 4                              | 16 апреля 2024                 |
| Всего | Всего          | 209 (77,4% из 270 необходимых) | 209 (77,4% из 270 необходимых) |

Таким образом, ни один из штатов, традиционно поддерживающих республиканцев, к проекту не присоединился.
Флорида (30 выборщиков): обе инициативы 2019 года (нижней и верхней палаты) отложены на неопределённый срок.
Пенсильвания (19 выборщиков): инициатива 2019 года разрабатывается в верхней палате.
Огайо (17 выборщиков): инициатива 2019 года разрабатывалась, но на голосование нижней палаты представлена не была.
Джорджия (16 выборщиков): инициатива 2019 года разрабатывается в верхней палате.
Северная Каролина (15 выборщиков): инициатива 2019 года разрабатывается в верхней палате.

## Разрешение сложных случаев и «третьи силы»
Побеждает кандидат, набравший абсолютное большинство голосов выборщиков (то есть более 50 %). В случае, если никто из кандидатов не получил этого большинства, президент избирается Палатой представителей из числа не более трёх кандидатов, получивших больше всего голосов (так были избраны Томас Джефферсон, набравший равное количество голосов с Аароном Бэрром в 1800 году, и Джон К. Адамс, когда ни один из кандидатов не получил абсолютного большинства  в 1824 году, причём Адамс набрал меньше голосов выборщиков и избирателей, чем Эндрю Джексон). В 12-й поправке к Конституции США существует процедура на случай, когда и это не приведет к результатам.
На практике при фактически двухпартийной системе с середины XIX века почти все (и все после выборов 1968 года и выборов 1972 года) голоса выборщиков получают два кандидата от двух основных партий — Демократической и Республиканской. Побеждает тот кандидат, который набирает больше голосов, чем его единственный соперник.
С начала XX века маловлиятельные и в основном недолгоживущие «третьи» партии и силы лишь эпизодически добивались хотя бы относительно значительных результатов (5 % выборщиков и более): 88 выборщиков и второе место в 1912 году (Прогрессивная партия), 46 выборщиков в 1968 году (Независимая партия), 13 выборщиков в 1924 году (Прогрессивная партия), а также 1 выборщик вопреки воле избирателей его штата в 1972 году (Либертарианская партия), хотя «третий кандидат» также получал значительное число голосов в 1992 году (19 %) и  в 1996 году (8 %).

## Голосование
День голосования выборщиков приходится на 41-й день после дня всенародного голосования. Всенародное голосование происходит во вторник после первого понедельника ноября каждого четвёртого года. В Коллегии отдельно происходит голосование по кандидатуре вице-президента, которая на всенародном голосовании включена в бюллетень как единый пункт с президентской кандидатурой от той же партии. Коллегия не является неким совместно заседающим органом: в один и тот же день выборщики каждого штата собираются в столице своего штата и голосуют (в каждом штате, кроме тех, где выборщики назначаются пропорционально, это голосование единогласное), потом их голоса суммируются.
Штаты имеют право управлять своими выборщиками, а в 24 штатах неправильное голосование выборщика от этих штатов наказуемо по закону. Такие выборщики называются ненадёжными или недобросовестными.

### Ненадёжные выборщики
По состоянию на 2017 год было 164 случая «недобросовестности» выборщиков в 22 из 58 президентских выборах, однако ни в одном случае они не изменили исход.
- В 1796 году Сэмюэл Майлз[англ.], выборщик из Пенсильвании, должен был голосовать за кандидата в президенты от федералистов Джона Адамса, но проголосовал за кандидата от Демократическо-республиканской партии Томаса Джефферсона. Свой второй голос относительно вице-президента он, как и обещал, отдал за Томаса Пинкни.
- В 1808 году шесть избирателей из Нью-Йорка обязались голосовать за демократического республиканца Джеймса Мэдисона на пост президента и Джорджа Клинтона на пост вице-президента. Вместо этого трое голосовали за Клинтона президента и Мэдисона вице-президента, а трое других — за Джеймса Монро как вице-президента.
- В 1812 году три выборщика обязались голосовать за федералистского кандидата в вице-президенты Джареда Инджерсолла, но проголосовали за демократического республиканца Элбриджа Герри. Один выборщик из Огайо не голосовал.
- В 1820 году Уильям Пламер[англ.] обязался голосовать за Джеймса Монро, но отдал свой голос за Джона Куинси Адамса, который был также демократическим республиканцем, но не был кандидатом на выборах 1820 года. Монро потерял ещё три голоса из-за того, что три выборщика умерли прежде, чем проголосовали, и не были заменены.
- В 1828 году семь (из девяти) выборщиков из Джорджии отказались голосовать за кандидата в вице-президенты демократа Джона К. Кэлхуна. Все семеро отдали свои голоса за Уильяма Смита[англ.] в качестве вице-президента.
- В 1832 году 32 выборщика оказались «недобросовестными». Два выборщика-республиканца из штата Мэриленд отказались голосовать за кандидата в президенты Генри Клея. Все 30 выборщиков-демократов от штата Пенсильвания отказались поддержать демократического кандидата в вице-президенты Мартина Ван Бюрена, проголосовав за Уильяма Уилкинса.
- В 1836 году 23 выборщика-демократа из штата Вирджиния отказались голосовать за Ричарда Джонсона из-за того, что он считал своей законной женой афроамериканку. Джонсона вице-президентом выбрал Сенат.
- В 1860 году четверо выборщиков-демократов из Нью-Джерси проголосовали за республиканца Авраама Линкольна, а не за Стивена Дугласа.
- В 1872 году кандидат в президенты от Демократической партии Хорас Грили умер в период между голосованием избирателей и голосованием выборщиков. 63 выборщика-республиканца вынуждены были отдать голоса за четверых кандидатов в президенты и восьмерых кандидатов в вице-президенты. Трое всё же проголосовали за покойного или подали пустые бюллетени.
- В 1892 году шестеро выборщиков (из Орегона, Калифорнии, Огайо и Северной Дакоты) проголосовали за других кандидатов.
- В 1896 году четверо выборщиков от Народной партии отдали свои голоса за кандидата в президенты, выдвинутого своей партией, и вице-президента от Демократической партии.
- В 1912 году кандидат в вице-президенты республиканец Джеймс С. Шерман умер за неделю до выборов, потому голоса восьми выборщиков от республиканцев были поданы за Николаса Батлера. На результат выборов это не повлияло: победили демократические кандидаты.
- По одному выборщику оказались «недобросовестными» в 1948, 1956, 1960, и 1968 годах.
- На выборах 1972 года выборщик от штата Вирджиния Роджер Макбрайд[англ.], назначенный Республиканской партией голосовать за Ричарда Никсона и Спиро Агню, отдал свой голос за Либертарианских кандидатов Джона Хосперса[англ.] и Тони Натан[англ.]. Голос Макбрайда за Натан стал первым голосом выборщика, поданным за женщину в истории США.
- На выборах 1976 года выборщик от штата Вашингтон Майк Падден[англ.], назначенный Республиканской партией, голосовал за Рональда Рейгана (единым кандидатом от республиканцев был Джеральд Форд) и Боба Доула (кандидат в вице-президенты от республиканцев, как и планировалось).
- На выборах 1988 года выборщик от штата Западная Вирджиния Маргаретт Лич[англ.], назначенная Демократической партией, в знак протеста против системы выборщиков отдала свой голос за Бентсена в качестве президента и Дукакиса в качестве вице-президента. Ей было поручено голосовать за Дукакиса в президенты, а Бентсена — в вице-президенты.
- На выборах 2000 года выборщик от округа Колумбия Барбара Летт-Симмонс[англ.], назначенная Демократической партией, в знак протеста против недостаточного представительства округа в Конгрессе сдала пустой бюллетень и таким образом воздержалась от голосования за Альберта Гора (кандидат в президенты) и Джо Либермана (кандидат в вице-президенты).
- На выборах 2004 года один выборщик от штата Миннесота (его личность не установлена, так как голосование было тайным), назначенный Демократической партией, голосовал за Джона Эдвардса в президенты (написал в бюллетене «John Edwards») и за него же — в вице-президенты, несмотря на то, что избиратели штата выбрали Джона Керри президентом и Джона Эдвардса вице-президентом. Не исключено, что это была случайная ошибка выборщика.
- В 2016 году сразу семеро выборщиков проголосовали вопреки мнению населения штата, но их протест не привел к изменению итогов выборов[21][22].

Четырёх ненадежных выборщиков от штата Вашингтон в 2016 году (они голосовали вопреки воле избирателей по итогам президентских выборов 2016 года) оштрафовали на 1 тысячу долларов каждого. 6 июля 2020 года Верховный суд США единогласно решил, что власти штатов могут наказывать ненадежных выборщиков.

## Дискуссия вокруг коллегии выборщиков
В современном американском обществе система коллегии выборщиков неоднократно обсуждается с точки зрения её справедливости и современности, поднимается вопрос о её реформе или отмене. Неоднократно выдвигались как аргументы «за», так и аргументы «против».

### Аргументы «за»

#### Федерализм
Сторонники сохранения коллегии выборщиков утверждают, что, при всей своей кажущейся нелогичности, система выборщиков отражает принципы федерализма в государственном устройстве: каждый субъект (штат) однозначным образом определяет «своего» президента из общего числа кандидатов.
Данный механизм является своего рода промежуточным между прямыми выборами в унитарном государстве и выборами руководящих должностей в конфедерации (равноправном союзе государств). Условно говоря, если представить себе конфедерацию с общим президентом, где каждое государство имеет 1 голос на выборах этого президента, то получилась бы та же самая система выборщиков (только с 1 выборщиком от каждого государства). По схожему принципу изначально избирался и функционировал американский Конгресс Конфедерации: несмотря на то, что количество делегатов от разных штатов разнилось, при голосовании их голоса учитывались не по делегатам, а по группам, представляющим конкретный штат, таким образом, каждый штат имел один голос.
Количество выборщиков в коллегии зависит от численности населения каждого штата, поэтому число выборщиков от каждого штата равно не одному, а тому количеству, которое позволяет примерно воссоздать пропорции населения разных штатов. По такому же принципу избирается и нижняя палата Конгресса США, заменившая собой Конгресс Конфедерации в 1789 году.

#### Для победы нужна широкая народная поддержка
Организация победы на выборах требует привлечения интересов многих штатов, а не только мест концентрации элит в крупнейших городах. Исключена (или крайне маловероятна) победа кандидата, которого поддерживают только несколько штатов. Преобладание столиц и некоторых ключевых областей стало причиной гибели многих крупных государств и империй.
Есть примеры и обратного, например, Авраам Линкольн победил в 1860 году, проиграв во всех южных штатах, что привело к их выходу из США и образованию нового союза, в основу которого были заложены прежние, конфедеративные, принципы взаимодействия штатов, то есть те, которые существовали в первые годы после Войны за независимость. В то же время Авраам Линкольн, напротив, воспользовался отсутствием сенаторов в верхней палате (где штаты представлены равным числом голосов) и провёл через Конгресс ряд законов, принятие которых ранее блокировалось южанами. Таким образом, можно констатировать, что если в Конгрессе существует баланс интересов штатов, благодаря его двухпалатной структуре, то в Коллегии выборщиков такого баланса в полной мере нет.

#### Права меньшинств
Утверждается, что принцип «победивший забирает всё» заставляет кандидата обращать особое внимание на интересы меньшинств, которые могут оказать ему решающую поддержку.

#### Чрезвычайные ситуации
Коллегия выборщиков — не автоматическая система; она состоит из людей, и хотя обычно они голосуют по стандартному предписанию закона, они имеют право принимать решения в сложных случаях. Например, если избранный президент умрёт до голосования Коллегии выборщиков, она может избрать другое лицо от той же партии. При прямых выборах нет такой возможности и нужны ещё одни выборы.
На выборах 1872 года демократический кандидат в президенты Хорас Грили действительно умер до голосования в коллегии выборщиков. Проблем это не составило, поскольку он и так был проигравшим кандидатом. Республиканцы-выборщики проголосовали за победившего Улисса Гранта, в то время как демократы символически распределили голоса между разными деятелями партии (по некоторым данным, трое проголосовали за покойного).
На выборах 1912 года за неделю до всенародного голосования умер кандидат в вице-президенты при Уильяме Тафте (и действовавший вице-президент) Джеймс Шерман; его имя осталось в бюллетене. Тафт также проиграл выборы, был избран демократ Вудро Вильсон.

#### Борьба с фальсификациями
Благодаря системе массовый «вброс» голосов в одном штате может повлиять на распределение выборщиков только в этом штате и легче доступен самому тщательному расследованию. Пересчёт голосов происходит только по штатам, а не на федеральном уровне. Более того, поскольку каждый штат имеет право сам решать, каким способом всенародное голосование влияет на голосование выборщиков, проблема фальсификаций является внутренней проблемой системы принятия решения о таком влиянии.

#### Мнение избирателей важнее их явки на выборы
Низкая явка избирателей в одних штатах и высокая явка в других не влияет на распределение голосов, поскольку количество выборщиков привязано к численности населения, а не к числу избирателей или их явке. Таким образом, общее мнение жителей штатов с низкой явкой будет полноценно учтено. В данной ситуации исключено появление политически пассивных штатов, пассивность могут проявлять лишь отдельные граждане, представляющие политическое меньшинство, не способное повлиять на итог выборов в своём штате.

### Аргументы «против»

#### Победитель всенародного голосования может проиграть голосование в Коллегии

Как победитель всенародного голосования может набрать меньше голосов выборщиков

Четыре раза (не считая уже упомянутого казуса Джона Куинси Адамса, избранного Палатой представителей) президентом избирался кандидат, набравший меньше голосов избирателей (но не выборщиков), чем его противник: Ратерфорд Хейс в 1876, Бенджамин Гаррисон в 1888, Джордж Буш-младший в 2000 и Дональд Трамп в 2016.
После всех этих выборов критики системы утверждали, что мнение большинства народа не учтено. Выборы 1876 и 2000 гг. сопровождались обвинениями в фальсификациях (причём взаимными), и победа в ключевых «колеблющихся штатах» была достигнута очень небольшим перевесом голосов.

#### Применение системы относительного большинства
Чтобы стать победителем в отдельном штате, достаточно набрать относительное большинство, но не абсолютное. Этот факт нивелирует аргумент, что выигравшие по числу голосов, но проигравшие выборы, кандидаты якобы выиграли всенародное голосование, на самом деле во многих случаях они просто не набрали абсолютного большинства голосов (в том числе это касается выборов 2000 года). Тем более, неизвестно, каков был бы их результат в случае прямого голосования в два тура, поскольку система относительного большинства сама по себе подталкивает избирателей голосовать за кандидатов от двух доминирующих партий из опасений, что голос может быть просто потерян, проголосуй они за кандидатов от других партий. В результате многие избиратели голосуют не за того кандидата, которому действительно отдают предпочтение, а за того, кто, по их мнению, является «лучшим среди худших» из кандидатов от двух основных партий, поскольку только эти кандидаты имеют возможность победить без второго тура. При такой системе победу в отдельном штате можно одержать с минимальным перевесом даже с учётом того, что другой кандидат, вероятнее всего, заручился бы поддержкой избирателей во втором туре, если бы выборы проводились по системе абсолютного большинства. Например, на выборах, прошедших в 2016 году, было сразу несколько штатов, где ни один кандидат не получил абсолютного большинства голосов (больше 50 %): Невада (6), Аризона (11), Юта (6), Колорадо (9), Нью-Мексико (5), Миннесота (10), Висконсин (10), Флорида (29), Вирджиния (13), Пенсильвания (20), Нью-Гэмпшир (4), Мэн (4), Мичиган (16), всего 146 выборщиков, что весьма значительно при 270 голосах выборщиков, необходимых для победы.
Той же особенностью обладают выборы в Палату представителей и в Сенат.

#### Роль «колеблющихся штатов» (swing states)

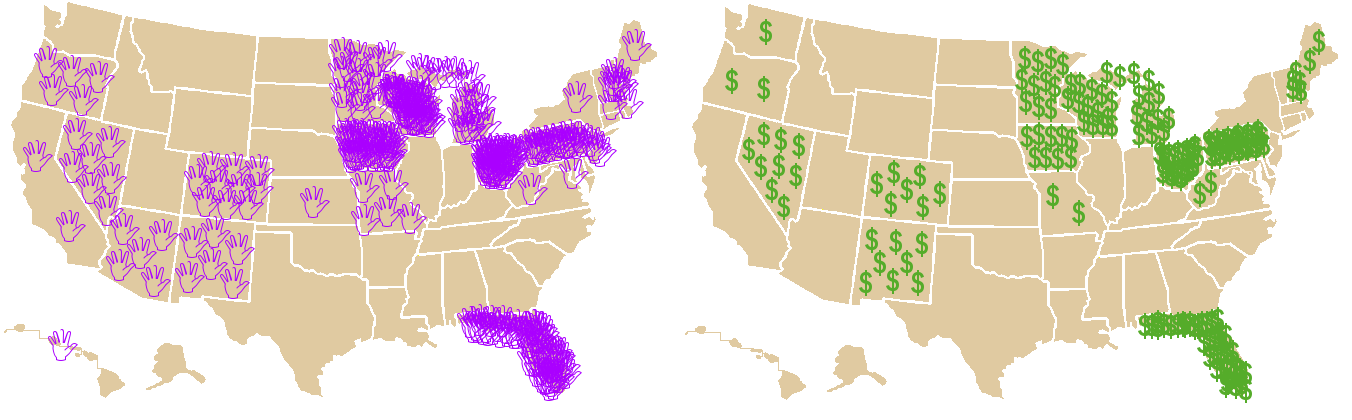
Распределение поездок кандидатов (карта слева) и финансовых вложений (карта справа) перед выборами-2004. Максимум того и другого приходится на одни и те же определённые «колеблющиеся штаты»

Особую роль в результатах выборов играют штаты, в которых нет устойчивого преобладания республиканского или демократического электората. В результате значительная часть избирателей штатов, где такое устойчивое большинство есть, оказывается в заведомо проигрышном положении. Например, в штате Нью-Йорк большинство уже десятки лет постоянно посылает демократических выборщиков. Таким образом, республиканские голоса в Нью-Йорке просто пропадают. Понимая это, некоторые сторонники республиканского кандидата часто просто не тратят своего времени на выборы и не голосуют. Так же поступают и некоторые демократы в традиционно республиканских штатах (например, Техасе). В таких определившихся штатах заведомо проигрывающая сторона практически не ведет пропаганду и не расходует там денежные средства. Так, например, Джордж Буш-младший в период предвыборной кампании 2004 г. пять раз побывал в маленьком «колеблющемся штате» и ни разу — в Нью-Йорке, где проиграл бы, даже сумев сагитировать один-два миллиона избирателей в свою пользу.

#### Неравенство избирателей
С точки зрения Джейми Раскина, сенатора от штата Мэриленд, специалиста по конституционному праву, выступающего за реформу коллегии выборщиков, избиратели из различных штатов находятся в неравных условиях:

Каждый голос имеет одинаковый вес — но только не при странной арифметике коллегии выборщиков, где голос жителя Делавэра или Северной Дакоты имеет математически гораздо больший вес (измеряется отношением количества избирателей к числу выборщиков от штата), чем голос в более крупных штатах — таких, как Калифорния, Техас или Нью-Йорк. Однако если сравнить, с какой вероятностью избиратели могут повлиять на то, кто будет назначен выборщиком от штата, условия изменятся и несоответствия станут ещё более впечатляющими. Например, в 2004 году выборы завершились отрывом в 365 голосов в штате Нью-Мексико и отрывом в 312 043 голоса в штате Юта, то есть у избирателя в Нью-Мексико была вероятность повлиять на назначение выборщиков в сотни раз больше, чем у избирателя в Юте.

Этот феномен возникает именно в результате принципа «победивший забирает всё», применённого для многомандатной мажоритарной избирательной системы. Перевес менее чем в тысячу голосов при системе абсолютного большинства неминуемо привёл бы ко второму туру выборов. Но в системе относительного большинства и в условиях, когда мажоритарный многомандатный округ на выборах членов Коллегии выборщиков приравнен к целому штату (в отличие от выборов конгрессменов, например, проводящихся по одномандатным округам), итог выборов определяют не крупнейшие стабильные штаты, а «колеблющиеся штаты» (swing states).

#### Роль недобросовестных выборщиков
Каждый выборщик пишет имя того человека, которое он сам считает нужным. В частности, он может нарушить своё слово и записать не того, которого обещал, или воздержаться от голосования. Такие выборщики называются недобросовестными выборщиками. При этом возможность стать недобросовестным выборщиком так ни разу и не привела к изменению исхода голосования, то есть фактически сам созыв коллегии вместо автоматического пересчёта голосов оказался ненужным, что, в свою очередь, нельзя было спрогнозировать заранее.

#### Численность населения и коллегия выборщиков
Количество выборщиков равно числу представителей в конгрессе, при том что конгресс — это законодательный орган с реальными людьми, который по иному не мог бы функционировать. В то время как коллегия выборщиков — это формальный орган, без которого вес каждого штата на выборах президента мог бы учитываться более точно, если бы существовал автоматический учёт голосов по абсолютному населению, то есть вообще без пересчёта на выборщиков и без созыва коллегии. Однако тут имеет место дань традиции созывать коллегию и осознание того, что переписи населения не так часто проводятся, чтобы обеспечить абсолютную точность. Кроме того, погрешность, возникающая вследствие округления при расчёте числа выборщиков, ни разу в истории США ещё не сыграла ключевой роли при определении победителя голосования.

## Количество выборщиков
Количество выборщиков на 2024 год составляет 538.
| Штат                       | Количество выборщиков |
| -------------------------- | --------------------- |
| Айдахо                     | 4                     |
| Айова                      | 6                     |
| Алабама                    | 9                     |
| Аляска                     | 3                     |
| Аризона                    | 11                    |
| Арканзас                   | 6                     |
| Вайоминг                   | 3                     |
| Вашингтон                  | 12                    |
| Вермонт                    | 3                     |
| Виргиния                   | 13                    |
| Висконсин                  | 10                    |
| Гавайи                     | 4                     |
| Делавэр                    | 3                     |
| Джорджия                   | 16                    |
| Западная Виргиния          | 4                     |
| Иллинойс                   | 19                    |
| Индиана                    | 11                    |
| Калифорния                 | 54                    |
| Канзас                     | 6                     |
| Кентукки                   | 8                     |
| Колорадо                   | 10                    |
| Коннектикут                | 7                     |
| Луизиана                   | 8                     |
| Массачусетс                | 11                    |
| Миннесота                  | 10                    |
| Миссисипи                  | 6                     |
| Миссури                    | 10                    |
| Мичиган                    | 15                    |
| Монтана                    | 4                     |
| Мэн                        | 4                     |
| Мэриленд                   | 10                    |
| Небраска                   | 5                     |
| Невада                     | 6                     |
| Нью-Гэмпшир                | 4                     |
| Нью-Джерси                 | 14                    |
| Нью-Йорк                   | 28                    |
| Нью-Мексико                | 5                     |
| Огайо                      | 17                    |
| Оклахома                   | 7                     |
| Орегон                     | 8                     |
| Пенсильвания               | 19                    |
| Род-Айленд                 | 4                     |
| Северная Дакота            | 3                     |
| Северная Каролина          | 16                    |
| Теннесси                   | 11                    |
| Техас                      | 40                    |
| Флорида                    | 30                    |
| Южная Дакота               | 3                     |
| Южная Каролина             | 9                     |
| Юта                        | 6                     |
| Вашингтон (округ Колумбия) | 3                     |